# Universitatea din Napoli

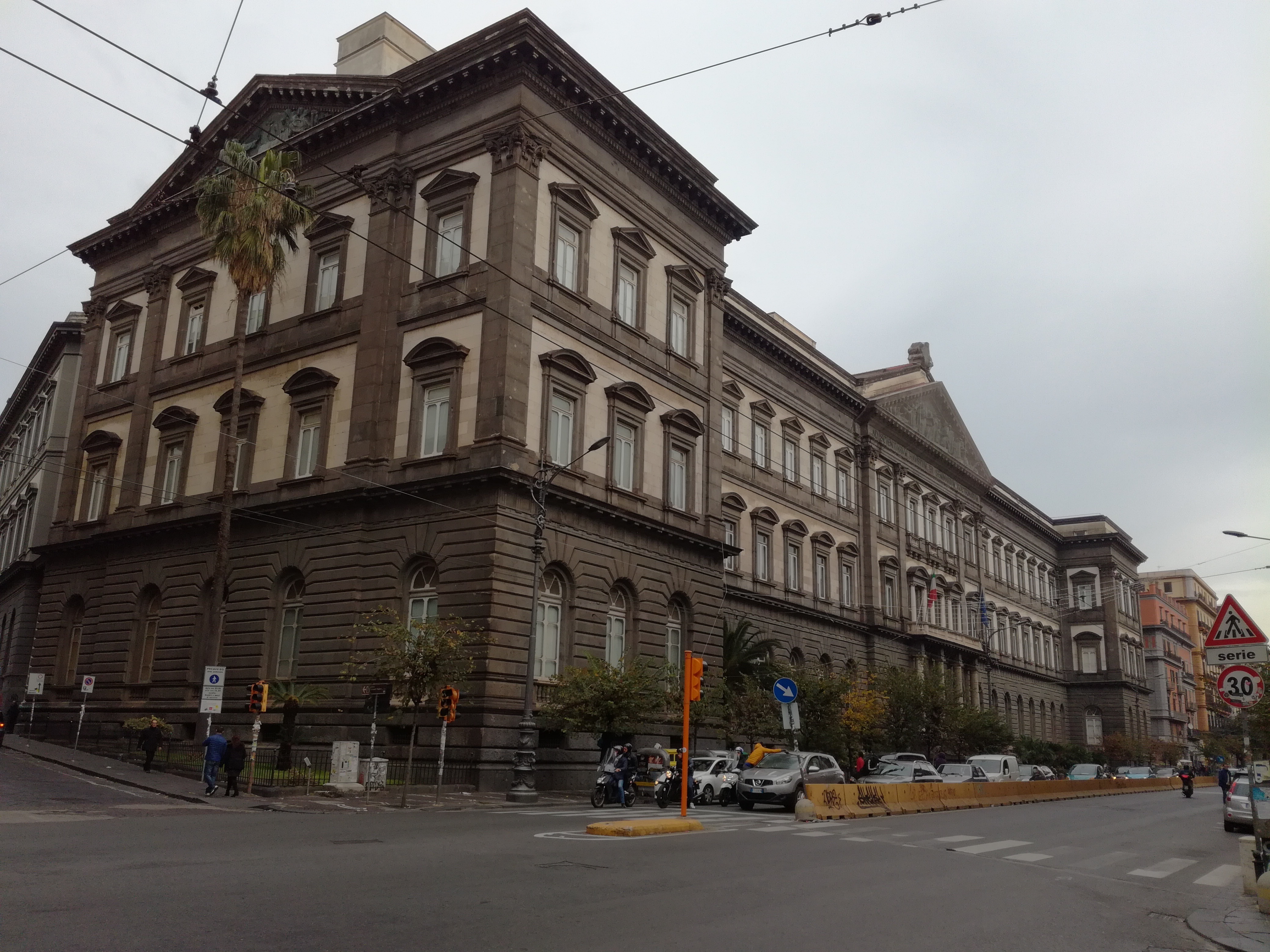
Sediul Facultății de Drept

Universitatea din Napoli (în italiană L'Università degli Studi di Napoli Federico II) a fost înființată în 1224, fiind una dintre primele universități din lume și cea mai veche universitate laică.
A fost fondată de împăratul Frederic al II-lea al Sfântului Imperiu Roman la 5 iunie 1224.
Unul dintre cele mai renumiți studenți ai acestei universități a fost teologul și filozoful Toma de Aquino.